# Astragalus sangimashensis
Astragalus sangimashensis är en ärtväxtart som beskrevs av Karl Heinz Rechinger. Astragalus sangimashensis ingår i släktet vedlar, och familjen ärtväxter. Inga underarter finns listade i Catalogue of Life.